# Antunes Ribas
Antônio Antunes Ribas (Santo Ângelo, 8 de outubro de 1843 — 21 de junho de 1904) foi um magistrado e político brasileiro.
Filho do estancieiro Antônio Antunes da Costa e de Maria Ribas Antunes, formou-se em 1868 na Faculdade de Direito de São Paulo, abrindo banca de advocacia em Cruz Alta. Foi voluntário na Guerra do Paraguai. Iniciou a carreira na magistratura como o cargo de promotor público na mesma cidade, neste período, filiou-se ao Partido Liberal, atuando também redator de A Reforma, jornal do seu partido.
Na magistratura, exerceu o cargo de juiz municipal de Santo Ângelo de 1874 a 1878, sendo depois nomeado chefe de polícia; no final de quatro anos foi transferido para Pernambuco, no mesmo cargo. Com a proclamação da República, voltou ao Rio Grande do Sul, ainda como chefe de polícia. Foi chefe de polícia do Rio Grande do Sul de 20 de julho de 1890 a 21 de novembro de 1890. Em 1890, passou a juiz de casamentos.
Membro da maçonaria desde seus tempos de estudante em São Paulo, foi um dos articuladores da campanha contra o jesuitismo ao idealizar os clubes anticlericais, que se difundiram em diversas cidades do estado.
Criou o Grande Oriente do Rio Grande do Sul em 14 de outubro de 1893 sendo seu primeiro Grão-Mestre.
Foi deputado provincial pelo Partido Liberal (1873–1876 e 1881–1884) e deputado na Assembléia Geral (1878-1881). Foi eleito deputado estadual, à 21ª Legislatura da Assembleia Legislativa do Rio Grande do Sul, de 1891 a 1895.
Ocupou o cargo de procurador-geral no período de 31 de dezembro de 1892 a 28 de setembro de 1898.